# Гітарро (інструмент)

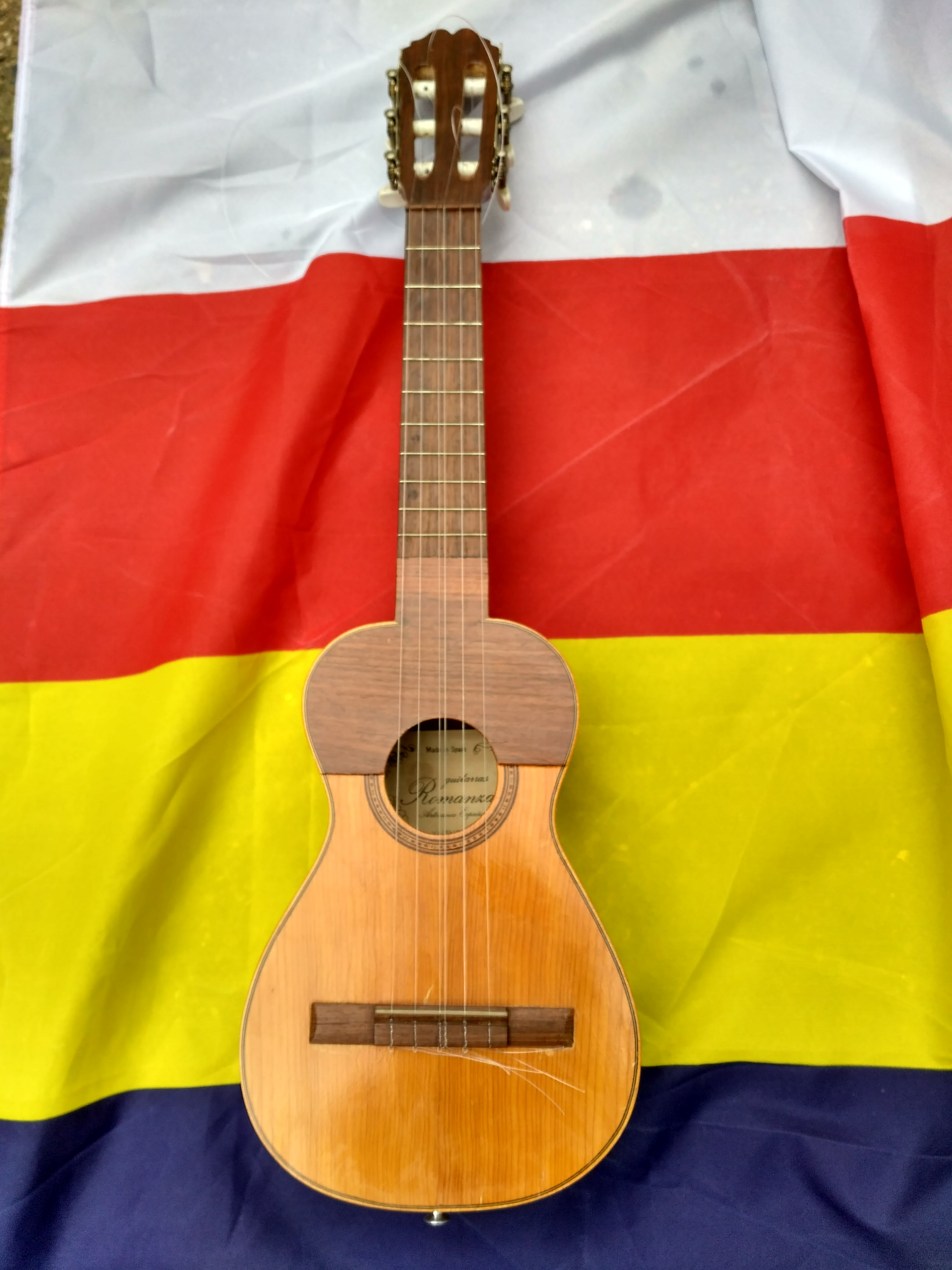
Іспанська гітара

Гітарро (кат. guitarró) — це невелика барокова п'ятиструнна гітара, яка походить з Арагону. Вона трохи більша за реквінто або кавакінью. Цей інструмент також зустрічається в інших регіонах Іспанії, зокрема в Андалусії, Ла-Манчі та Мурсії.
Поширеним строєм є сі — фа♯ — ре — ля — мі (B–F♯–D–A–E), хоча іноді він може змінюватися. Зазвичай усі п'ять струн — одинарні, але три середні струни іноді здвоюють для посилення звучання.
Гітарро ніколи не призначалася як сольний інструмент — зазвичай вона використовується для щипкової акомпанементної гри, зокрема для акомпанементу арагонським хотам та рондам.
Цей інструмент був завезений до Америки, і на його основі згодом з'явилися похідні інструменти в різних країнах Америки.